# Šah Džahan
Šah Džahan, (Lahore, 5. siječnja 1592. – Agra, 22. siječnja 1666.), bio je vladar Mogulskog Carstva od 1627. do 1658.
Bio je sin velikog mogula Džahangira od kojeg preuzima vlast 1627. godine. Pokrajina Dekan je u to vrijeme podigla ustanak.
Šah Džahan priznat je za cara 1628. i naručuje ubojstva rođaka koji su pretendirali na tron. Gubi provinciju Kandahar, koju Perzijanci osvajaju 1653. ali osvaja 1636. kraljevstva Ahmednagar i Dekan. Njegovu vladavinu je 1637. potresao žestoki Marat ustanak.
Šah Džahan vodio je raskošan dvorski život i dao je sagraditi puno raskošnih građevina, npr. mauzolej Taj Mahal, kao spomen za svoju rano preminulu ženu Perzijanku Mumtaz Mahal s kojom je imao 14-ero djece, i džamije Moti Masjid i Agra kao i  "veliku džamiju" (Jama Masjid) u Delhiju. Prijestolnicu je iz Agre premjestio u Delhi 1648. godine.
S vlasti ga je skinuo 1658. njegov sin Aurangzeb, a zadnje godine života provodi kao zatočenik u raskošnoj utvrdi u Agri. Sahranjen je u Taj Mahalu zajedno s voljenom suprugom Mumtaz.